# Three Rock Mountain
Three Rock Mountain är ett berg i republiken Irland.   Det ligger i provinsen Leinster, i den östra delen av landet, 10 km söder om huvudstaden Dublin. Toppen på Three Rock Mountain är 450 meter över havet. Three Rock Mountain ingår i Wicklowbergen.
Terrängen runt Three Rock Mountain är kuperad åt sydväst, men åt nordost är den platt. Runt Three Rock Mountain är det tätbefolkat, med 427 invånare per kvadratkilometer. Närmaste större samhälle är Dublin, 9,7 km norr om Three Rock Mountain. Trakten runt Three Rock Mountain består i huvudsak av gräsmarker.